# Adverbiale Bestimmung
Die adverbiale Bestimmung – auch: das Adverbial (Mehrzahl: die Adverbiale) bzw. das Adverbiale (Mehrzahl: die Adverbialia oder Adverbialien); oder deutsch: die Umstandsbestimmung, Umstandsangabe – ist ein Begriff aus der Grammatik und bezeichnet Satzglieder, die weder Subjekt, Objekt noch Prädikativum sind. Unter dieser Begriffsbestimmung bilden die Adverbiale unter den Satzgliedfunktionen also die Restklasse. Adverbiale werden aber auch als Satzteile beschrieben, die (typischerweise) Verben, oder größere Ausdrücke mit verbalem Kern (Verbalphrasen bis hin zu ganzen Sätzen), modifizieren.
Adverbiale können durch beliebige Formklassen von Ausdrücken repräsentiert werden: durch Substantive bzw. Nominalphrasen, Adjektive, Adverbien, Präpositionalphrasen oder durch Nebensätze. Eine Bestimmung als einheitliche Klasse wird meistens über eine Auflistung der Bedeutungstypen versucht, die Adverbiale markieren können. Diese Bedeutungstypen teilen sich hauptsächlich in Satzadverbiale, die die Gültigkeit der Aussage modifizieren oder eine Bewertung der Aussage ausdrücken, und Situationsadverbiale, die Eigenschaften der dargestellten Situation modifizieren wie Ort, Zeit, Art und Weise oder Kausalbeziehungen und Verwandtes. Viele, aber nicht alle Adverbialtypen können auch durch spezielle Fragewörter erfragt werden.

## Abgrenzungen

### Adverbial und Adverb
Mit Adverbial wird eine grammatische Funktion bezeichnet, die von Funktionen wie z. B. Subjekt oder Objekt abzugrenzen ist; mit Adverb wird eine Wortart bezeichnet, die von anderen Wortarten wie z. B. Adjektiv oder Präposition abzugrenzen ist. Das Adverb ist somit eine Wortart, die in der Funktion eines Adverbials verwendet werden kann – aber auch anders. Das Adverbial ist eine grammatische Funktion, die durch ein Adverb (bzw. eine Adverbphrase) ausgedrückt werden kann – oder auch anders.

### Adverbial und Attribut
Wenn das Adverbial als Satzglied definiert ist, sind die Vorkommen gleichartiger Einheiten im Inneren von Satzgliedern, also Attribute zu Substantiven, in einem strengen Sinn keine Adverbiale:
```
a) Er geht 
im Wald
 spazieren. (
im Wald
 als Adverbial, da vom Verb abhängig)
b) ein Spaziergang im Wald    (
im Wald
 als Attribut, da vom Substantiv abhängig)
```

Um die Verwandtschaft dieser beiden Verwendungen anzudeuten, ist vereinzelt der Kompromiss vorgeschlagen worden, den Fall b. als „adverbielles Attribut“ zu bezeichnen.
Diese strenge Unterscheidung zwischen Adverbial und Attribut ergibt sich aber oft nur in Bezug auf die Modifikation von Verben bzw. Substantiven. Wenn es um Bestimmungen zu anderen Kategorien geht (Zusätze zu Adjektiven, Präpositionen etc.), ist es uneinheitlich, ob sie „adverbiell“ oder „attributiv“ genannt werden; siehe unter Attribut (Grammatik) #Attribute in einem weiteren Sinn.

### Adverbial und Objekt
Verben fordern manchmal eine Ergänzung, die von einer bestimmten Präposition eingeleitet wird, d. h. ein sogenanntes Präpositionalobjekt. Daher können sich Fälle ergeben, wo Adverbiale und Objekte sehr ähnlich aussehen, da es für Adverbiale typisch ist, gleichfalls durch Präpositionen ausgedrückt zu werden:
```
a) Ich warte auf dem Bahnsteig.  (Ortsangabe, Adverbial)
b) Ich warte auf den Zug.        (Präpositionalobjekt)
```

Dass die beiden Verwendungen von „auf“ verschiedene Funktionen haben, zeigt sich unter anderem daran, dass sie sich kombinieren lassen:
```
c) Ich warte auf dem Bahnsteig auf den Zug.
```

Beim Erfragen eines Präpositionalobjekts kann die Präposition nicht wegfallen, sie muss im Frageausdruck weiter enthalten sein, genauso wie sonst der Kasus des erfragten Objekts im Fragewort beibehalten werden muss. Hingegen können Adverbiale auch komplett, inklusive der Präposition, durch ein Frageadverb ersetzt werden:
```
d) Ich warte 
auf
 dem Bahnsteig. — 
Wo
 warte ich? (Adverbial)
e) Ich warte 
auf
 den Zug. — 
Worauf
 warte ich? (Präpositionalobjekt)
```

Die Unterscheidung zwischen Objekten und Adverbialen zeigt sich ferner sehr wesentlich darin, dass beim Präpositionalobjekt die Präposition nicht frei wählbar ist und auch ihre wörtliche Bedeutung nicht aktiv zu sein scheint; das Adverbial kann dagegen beliebige Formen annehmen, solange wie eben die gewünschte Bedeutung vermittelt wird:
```
a)′ Ich warte auf dem Bahnsteig / in der Halle / drinnen / …
b)′ Ich warte auf den Zug / ?? in den Zug / ?? für den Zug …
```

Somit zeichnen sich Adverbiale generell dadurch aus, dass sie zwar vom Verb abhängen können, aber dass das Verb bei ihnen keine bestimmte Formeigenschaft verlangt (d. h. keinen Kasus und keine bestimmte Präposition regiert).

### Adverbial, Angabe und Ergänzung
Die Unterscheidung zwischen Angabe und Ergänzung beruht wesentlich auf der Obligatorik von Satzteilen: Angaben sind Satzteile, die immer weglassbar sind, Ergänzungen können obligatorisch sein. Damit verbunden sind die semantischen Funktionen, Modifikator oder Argument zu sein. Der Begriff des Adverbials läuft quer zu dieser Einteilung. Die meisten Adverbiale sind zwar Angaben und Modifikatoren, also weglassbare Beschreibungen von „näheren Umständen“, aber ebenso kann es Adverbiale geben, die von einem Verb zwingend verlangt werden, die also Ergänzungen bzw. Argumente des Verbs sind (es wird nur eben keine bestimmte Formeigenschaft von ihnen verlangt):
```
a) Er benimmt sich 
wie ein Idiot / idiotisch.
 / # Er benimmt sich. (# andere Bedeutung)
b) Sie wohnt
 in München
 / 
sehr ruhig
 / 
dort.
 / ? Sie wohnt.
```

Da schon Adverbial und Angabe zu unterscheiden sind, ist der Begriff des Adverbials ebenso wenig deckungsgleich mit dem Begriff des Adjunktes. Dieser Unterschied zeigt sich am stärksten bei Richtungsadverbialen (z. B. „vom Spielfeld / in die Kabine humpeln“), die keine Adjunkte sind, aber wegen der freien Wahl der Präposition auch keine Präpositionalobjekte sind, also als Adverbiale bezeichnet werden (vgl. weiter unten unter Lokaladverbiale).

## Bedeutungsklassen
Adverbiale Bestimmungen werden gemäß ihrer Bedeutung traditionell in verschiedene Klassen unterteilt, denen oft auch verschiedene Frageformen bzw. andere Ersetzungen entsprechen. Die Auflistungen in der Literatur unterscheiden sich und sind oft nicht erschöpfend. In nicht wenigen Kurzdarstellungen zu Adverbialen bleiben Satzadverbiale unerwähnt, ohne dass allerdings ihre Zugehörigkeit zur Klasse der Adverbiale bestritten wird.
In manchen deutschen Grammatiktraditionen werden „Modalwörter“ oder „Kommentarglieder“ als besondere Klassen von Ausdrücken identifiziert, wogegen als Adverbiale bzw. „Umstandsangaben“ zugleich nur temporale, lokale, „modale“ und kausale Modifikatoren aufgezählt werden. Meist findet sich keine explizite Aussage, ob Modalwörter zu den Satzgliedern zählen sollen oder nicht. Eine Trennung zwischen Satzglied (incl. Adverbial) und Kommentarglied ist teilweise vorgeschlagen worden, kann in der sprachwissenschaftlichen Literatur aber als widerlegt gelten.

### Untergruppe: Situationsadverbiale
Situationsadverbiale oder Ereignisadverbiale liefern nähere Angaben zu Eigenschaften des vom Verb bezeichneten Ereignisses oder Zustands, einschließlich deren Einordnung in größere Zusammenhänge (z. B. Kausalketten). Ereignisse und Zustände können als eine besondere Art von Gegenstand aufgefasst werden, der genauso hinsichtlich seiner Eigenschaften beschrieben werden kann wie die von Substantiven bezeichneten Gegenstände; es gibt also etliche Parallelen zwischen Attributen zum Substantiv und Adverbialen beim Verb. Einige Haupttypen solcher Adverbiale sind:
Lokaladverbiale (= Umstandsbestimmungen des Ortes)
- Ort: „Der Wolf lauerte tief im Wald. Der Wolf lauerte dort.“
- Weg / Richtung: „Die Wölfe liefen in den Wald. Die Wölfe kamen aus dem Wald.“

Richtungsangaben haben offenbar in der Regel den Status von Argumenten (was der Einstufung als Adverbial aber nicht entgegensteht, siehe oben). Obwohl sie meistens unter den Adverbialen geführt werden, wird manchmal aber auch die Position vertreten, dass es sich eher um Bestandteile eines zusammengesetzten Prädikats handeln könnte.
Fragen: Wo? Wohin? Woher?
Temporaladverbiale (= Umstandsbestimmungen der Zeit)
- Zeitliche Lage: „Ich wasche mich jeden Morgen. Ich wasche mich dann.“
- Dauer: „Er duschte eine halbe Stunde lang.“
- Zeitliche Begrenzung: „Er duscht seit einer halben Stunde. Er las, bis ihm die Augen zufielen.“

Fragen: Wann? Seit wann? Bis wann? Wie oft? Wie lange?
Modaladverbiale (= Umstandsbestimmungen der Art und Weise und Ähnliches. Für weitere Beispiele siehe auch unter Modaladverb sowie Modalsatz)
- Art und Weise: „Ich erreichte das Ziel mit letzter Kraft. So erreichte ich das Ziel.“
- Instrument: „Mithilfe einer Schere schneidet Stefan das Bild aus. Stefan schneidet das Bild damit aus.“
- Subjekthaltung (Bestimmung einer Einstellung, die das Subjekt zu seiner im selben Satz geschilderten Handlung hat): „Er zahlt widerwillig / gerne seine Steuern.“

Frage meist: Wie?
Kausaladverbiale im weiten Sinne, incl. Finaladverbiale etc. (= Umstandsbestimmungen des Grundes, des Zwecks usw.)
- Grund (kausales Adverbial): „Aufgrund der schlechten Sichtverhältnisse hatte ich das Schild übersehen. Ich hatte das Schild deshalb übersehen.“
- Zweck (finales Adverbial): „Zwecks besserer Sicht setzte ich eine Sonnenbrille auf. Deshalb setzte ich eine Sonnenbrille auf.“
- Bedingung (konditionales Adverbial): „Bei schönem Wetter fahren wir morgen ins Freibad. Dann fahren wir morgen ins Freibad.“
- Einräumung, Zugeständnis (konzessives Adverbial): „Trotz aller Schwierigkeiten erreichte ich das Ziel. Trotzdem erreichte ich das Ziel.“

Fragen: Warum? Weshalb? Wieso? Wozu?

### Untergruppe: Satzadverbiale
Satzadverbiale oder auch Kommentaradverbiale modifizieren nicht die Beschreibung, wie das Ereignis beschaffen ist, sondern zielen in verschiedener Weise auf die Tatsache bzw. Möglichkeit, dass es sich ereignet, oder aber auf Eigenschaften der Äußerung, mit der ein Sprecher diesen Sachverhalt mitteilt. Sie haben mit anderen Worten also propositionalen oder pragmatischen Bezug. Adverbiale dieser Gruppe sind meistens nicht erfragbar.
Epistemische Adverbiale (= Bestimmung des Sicherheitsgrades oder der Herkunft einer Aussage)
Beispiel: „Vielleicht/Angeblich fällt die Veranstaltung aus.“
Evaluative Adverbiale (= Bewertung eines Sachverhaltes, meist aus Sicht des Sprechers)
Beispiel: „Glücklicherweise wurde niemand verletzt.“
Subjektorientierte (agentive) Adverbiale (= Bewertung der Handlungsweise des Subjekts im Zusammenhang des geschilderten Sachverhalts).
Beispiel: „Unverschämterweise weigerte er sich, die Rechnung zu zahlen.“
Agentive Adverbiale sind auch oft bewertend und ähneln insofern den evaluativen Adverbialen, sie beinhalten jedoch eine Aussage über eine Eigenschaft des handelnden Subjekts. Beispiel: Unverschämterweise = „Das war unverschämt von ihm.“ Die rein evaluativen Adverbiale ergeben keine derartigen Umschreibungen; sie zielen auf den Satzinhalt als ganzen (vgl. glücklicherweise ≠ ? „Das war glücklich von ihm“).
Bereichsadverbiale (= Einschränkung der Aussage auf einen Gültigkeitsbereich)
Beispiel: „Streng wissenschaftlich (gesehen) ist die Erdbeere keine Beere.“
Textadverbiale (= Verdeutlichung von Textzusammenhängen, in die die Aussage eingebettet ist)
Beispiel: „Zum einen ist das Projekt zu teuer und zum anderen hat es kaum Nutzen.“
Sprechaktadverbiale (= Angaben, die sich darauf beziehen, welchen Stellenwert die Äußerung des Satzes als Handlung hat)
Beispiel: „Ehrlich gesagt, traue ich Wladimir nicht.“

## Formklassen und die Markierung von Adverbialen

### Präpositionen und Adverbien
Präpositionen und vor allem Adverbien sind die typischen Mittel zum Ausdruck adverbieller Funktionen und benötigen hierfür keine zusätzlichen grammatischen Markierungen. Die genaue Abgrenzung zwischen Präpositionen und Adverbien ist nicht immer klar, und es gibt auch Vorschläge, wonach zumindest manche Adverbien nichts anderes seien als intransitive Präpositionen. Für Einzelheiten siehe die Artikel Adverb, Präpositionaladverb und Präposition, sowie zur Abgrenzung weiter oben das Thema Präpositionalobjekt.

### Adjektive
Im Deutschen können Adjektive meistens ohne weitere Markierung adverbiell gebraucht werden. Nur für bestimmte Bedeutungsklassen von Adverbialen erscheinen spezielle Endungen an Adjektiven (wie die obigen Beispiele glücklicherweise, unverschämterweise). In vielen anderen Sprachen existieren Endungen, die Adjektive für adverbiellen Gebrauch markieren, z. B. das englische -ly wie in (sing) beautifully.

### Verben
Adverbiale, die auf Verben basieren, sind im Deutschen mithilfe einer Partizip-Form möglich, z. B.:
```
Sie trat 
lachend
 ein.
[
28
]

Er griff 
zitternd
 nach der Flasche.
```

Dieses Vorkommen des Partizips lässt sich als adjektivische Ableitung eines Verbs einordnen und stellt damit einfach einen weiteren Fall der adverbiellen Verwendung von Adjektiven dar. Manche Sprachen besitzen jedoch gesonderte Verbformen, die für adverbiellen Gebrauch dienen und sich von normalen adjektivischen Partizipien unterscheiden; man bezeichnet solche Formen je nach Tradition als Adverbialpartizipien (v. a. in der Grammatik slawischer und baltischer Sprachen) oder als Konverben (v. a. in der Grammatik uralischer und türkischer Sprachen).

### Substantive
Im Deutschen, wie auch in verwandten Sprachen, können Substantive bzw. Substantivgruppen (Nominalphrasen) bestimmte adverbielle Funktionen markieren, indem sie in einen bestimmten Kasus gesetzt werden. So können z. B. im Deutschen Adverbiale der Zeitdauer durch Akkusativ markiert werden (a.) und Adverbiale des Zeitpunktes durch Genitiv (b.); man spricht in diesem Fall von Akkusativ bzw. Genitiv als einem Adverbialkasus:
```
a) Sie hat 
den ganzen Tag
 gearbeitet.
b) 
Eines Tages
 stand ein schwarzer Kater vor unserer Tür.
```

Der Akkusativ in a) unterscheidet sich von einem Akkusativobjekt unter anderem dadurch, dass er im Passiv nicht zu einem Nominativ werden kann: Man erhält also nicht *Der ganze Tag wurde gearbeitet, sondern vielmehr bleibt dieser Akkusativ auch im Passiv stehen: Es wurde den ganzen Tag gearbeitet. Adverbialkasus ist somit kein vom Verb regierter Kasus, sondern erscheint ebenso frei wie eine Präposition, ausgelöst nur durch die jeweilige Adverbial-Bedeutung, die ausgedrückt werden soll. Weitere Beispiele für solche Adverbialkasus sind der Akkusativ an Richtungsangaben im Lateinischen sowie viele Verwendungen des Instrumentalkasus im Russischen.
Obwohl das Englische keine Kasusformen an Substantiven bildet, erlaubt es ebenfalls Nominalphrasen in adverbieller Funktion:
```
c) I saw John 
that day
 (= „an jenem Tag“)
d) John pronounced my name 
every way imaginable
 (= „auf jede nur vorstellbare Weise“)
```

In manchen Sprachen übernehmen Kasusformen in großem Maßstab die Funktionen, die im Deutschen Präpositionen haben: Für das Ungarische werden beispielsweise neben Nominativ und Akkusativ noch 19 weitere Kasusformen beschrieben, dies liegt jedoch daran, dass im Ungarischen adverbielle Funktionen wie Ortsangabe, verschiedene Richtungsangaben, Kausalbestimmung etc. von Endungen am Substantiv übernommen werden statt von Präpositionen (bzw. Postpositionen).

### Nebensätze
Auch ganze Nebensätze können für den Hauptsatz die Funktion eines Adverbials haben. Der jeweilige Bedeutungstyp wird dann häufig durch spezielle (unterordnende) Konjunktionen angezeigt, z. B. weil für einen kausalen Adverbialsatz, obwohl für einen konzessiven Adverbialsatz, während für einen temporalen Adverbialsatz etc. Da ein uneingeleiteter Nebensatz mit vorangestelltem Verb (Verb-Erst-Satz) auch Funktionen wie z. B. ein Konditional haben kann, also analog zu einem wenn-Satz, zählen diese Fälle ebenfalls zu den Adverbialsätzen. Daneben kann ein Adverbialsatz auch noch als freier Relativsatz gebildet werden, der von einem Relativadverb eingeleitet wird, zum Beispiel:
```
Wir treffen uns (dort), 
wo wir letztes Mal gestanden haben.
```

## Syntax

### Adverbialpositionen im Feldermodell des deutschen Satzes
Adverbiale können im Prinzip in allen den Zonen auftreten, die vom Feldermodell des deutschen Satzes beschrieben werden: Vorfeld, Mittelfeld und Nachfeld. Nachfeldstellung ist hierbei meistens adverbiellen Nebensätzen vorbehalten, die Positionierung von Adverbialen im Vorfeld ist hingegen ohne Einschränkungen möglich und ergibt häufig eine normale („unmarkierte“) Wortstellung. Im Mittelfeld greift eine Vielfalt von Abfolgeregeln ineinander und sorgt für besonders komplexe Muster. Hierbei zeigt sich auch, dass die Position der Adverbiale von der genauen Bedeutungsklasse abhängen kann.

### Adverbiale im deutschen Mittelfeld
Die deutsche Wortstellung im Mittelfeld ist geprägt von Freiheiten in der Abfolge, sodass Objekte und Subjekt einerseits sowie verschiedene Adverbiale andererseits miteinander und untereinander vertauscht werden können. Dennoch werden in der Literatur Argumente dafür gegeben, dass sich Grundpositionen herausfiltern lassen. Demnach haben zunächst Satzadverbiale stets eine Grundposition mehr an der Peripherie und Situationsadverbiale näher am Verb. Außerdem lassen sich feinere Unterschiede je nach Bedeutung der Adverbien zeigen, die auf unterschiedliche Adverbialpositionen relativ zur Position von Subjekt und Objekt hindeuten. Diese Positionsklassen decken sich nicht genau mit den traditionell beschriebenen Bedeutungsklassen (siehe oben); insbesondere die Klasse der sogenannten Modaladverbiale erweist sich unter dieser Perspektive als nicht einheitlich.

#### Adverbiale der Art und Weise
Die Syntax von Adverbialen, die die Art und Weise eines Ereignisses angeben, ist relativ umstritten. Sie sind häufig in Positionen direkt vor oder nach dem direkten Objekt (in der Kasusterminologie Akkusativobjekt) anzutreffen, beispielsweise:
```
a) Peter will jetzt was 
konzentriert
 lesen.
b) Peter will jetzt 
konzentriert
 einen Aufsatz lesen.
c) Otto hat heute einen Kollegen 
heftig
 beschimpft.
d) Otto hat heute 
heftig
 einen Kollegen beschimpft.
```

Die umstrittene Frage ist hier, ob die Stellung des Adverbials vor dem direkten Objekt in b) und d) auf Sondereffekte zurückzuführen ist, sodass nur die Position nach dem Objekt als Grundposition des Adverbs bezeichnet werden würde. In b) besteht die Möglichkeit, dass ein feiner Bedeutungsunterschied entsteht, und konzentriert in die Klasse der Subjekthaltungen (s. u.) überwechselt; in d) besteht die Möglichkeit, dass das Objekt als Bestandteil eines zusammengesetzten Prädikats aufgefasst worden ist — dann ergäbe sich als generelle Regel, dass Adverbiale, die den Verlauf eines Ereignisses beschreiben, direkt vor dem Prädikatskomplex stehen.
Zu beachten ist, dass Adverbiale der Subjekthaltung generell nicht dieselben Stellungseigenschaften haben wie solche der Art und Weise, obwohl sie traditionell beide als „Modaladverbiale“ zusammengefasst werden.

#### Adverbialpositionen zwischen Subjekt und Objekt
Im Gegensatz zu Adverbialen der Art und Weise gibt es für Ortsangaben, Zeitangaben und Instrumente eindeutige Hinweise, dass sie eine Position vor dem Objekt einnehmen, dabei aber hinter dem Subjekt. Ein häufig angewandtes Kriterium, um dies zu beurteilen, stellt die Abfolge im Verhältnis zu indefiniten W-Pronomen dar, d. h. Verwendungen der Formen wer, was, wo etc. in der Bedeutung irgendwer, irgendwas, irgendwo … Die These ist hierbei, dass volle Nominalphrasen in der Wortstellung Sondereffekte erzeugen, indem sie nach vorn gezogen werden können, um eine Kontrastinterpretation oder aber eine Interpretation als Topik zu erhalten. Die schwachbetonten Indefinitpronomen vom Typ wer können hingegen nicht in dieser Weise umgestellt werden, und geben daher zuverlässigere Orientierungsmarken ab. Unter dieser Voraussetzung ergibt sich die genannte Positionierung z. B. für Ortsadverbiale (Fettdruck):
```
a) … weil wer 
wo
 was verloren hat.
b) … ?? weil 
wo
 wer was verloren hat.
```

Die Position unterhalb des Subjekts ist auch die typische Position für Adverbiale der Subjekthaltung und für agentive (subjektorientierte) Adverbiale:
```
a) … da wer bereitwillig den Auftrag übernahm.
b) … ? wenn wer was bereitwillig übernimmt.
```

#### Adverbialpositionen vor dem Subjekt
Gewisse Adverbialtypen haben (in neutral betonten Sätzen, so wie die Beispiele a. und b.) Positionen vor dem Subjekt, und zwar sind dies insbesondere Satzadverbiale vom epistemischen oder evaluativen Typ:
```
a) … weil wahrscheinlich wer was weggenommen hat.
b) ? … weil wer wahrscheinlich was weggenommen hat.
```

Außerdem können die meisten anderen Adverbialtypen in eine Position vor das Subjekt gestellt werden, wenn ihr Status als bekannte Information oder als einschränkender Rahmen für die nachfolgende Aussage verdeutlicht werden soll (siehe Beispiel e. unten), oder auch wenn sie stark kontrastierend gemeint sind (v. a. Beispiel c. unten). Das Auftreten solcher Sondereffekte zeigt, dass die alternativ mögliche Position weiter innen im Satz als ihre Grundposition aufzufassen ist; man findet insofern einen Kontrast zwischen den Beispielen c) bis e), die besondere Betonungseffekte zeigen, im Vergleich zu a) oben, wo das Adverb in derselben Position neutral wirkt.
```
c) dass ja 
so frugal
 keiner von uns glaubte, dass man leben könne.
[
39
]

d) dass 
so schnell
 keiner das Ersatzteil liefern kann.
e) Im 16. Jahrhundert haben 
in Deutschland
 Mönche viel Bier getrunken.
[
40
]
```

### Adverbiale in SVO-Sprachen
Auch wenn in der Grammatik anderer Sprachen die Einteilungen des deutschen Feldermodells üblicherweise nicht verwendet werden, übertragen sich viele der Regeln über die relative Anordnung der Adverbialtypen und ihre Anordnung relativ zu den Positionen von Subjekt und Objekt.
Da im Deutschen das Prädikat am Satzende steht (abgesehen vom Sondereffekt der Verbzweitstellung), ergibt sich, dass ein Adverbial umso weiter von dieser Prädikatsposition entfernt ist, je weiter vorne es im Satz steht. Die oben erläuterten Wortstellungsregeln ergeben fürs Deutsche zunächst die Abfolge:
- Satzadverbial (evaluativ) < Satz-/Modaladverbial (subjektorientiert) < Orts-/Zeit-Adverbial < Art-und-Weise < Prädikat

Diese Abfolge bedeutet hauptsächlich, dass z. B. Satzadverbiale weiter vom Prädikat entfernt sein müssen als Orts- oder Art-und-Weise-Adverbiale. Diese allgemeinen Regeln über Distanz vom Prädikat übertragen sich im Grundsatz genauso auf Sprachen mit anderen Wortstellungsregeln. Sprachen mit der Grundreihenfolge Subjekt-Verb-Objekt erlauben meist eine Anreihung von Adverbialen am Satzanfang oder am Satzende es bleibt dabei aber der Effekt erhalten, dass Satzadverbiale jeweils weiter entfernt vom Verb stehen und Ereignisadverbiale näher am Verb.

#### Abfolge: SVO + Adverbial
In SVO-Sprachen können viele Adverbiale am Satzende positioniert werden. Dabei findet sich meistens ein Muster, wonach die Reihenfolge spiegelbildlich ist zu der, die im Deutschen vor dem Verb herrscht. Haider (2000) gibt für den Vergleich Deutsch-Englisch folgendes Beispiel mit den Ergänzungs- bzw. Adverbialtypen 1 = Präpositionalobjekt, 2 = Art-und-Weise-Adverbial, 3 = Ortsadverbial, 4 & 5 = Zeitadverbial:
Englisch:
```
She has worked 
1
on her hobby 
2
with great care 
3
in the garden 
4
the whole time 
5
today.
```

Deutsch:
```
Sie hat 
5
heute 
4
die ganze Zeit 
3
im Garten 
2
mit großer Sorgfalt 
1
an ihrer Lieblingsbeschäftigung gearbeitet.
```

Derselbe Kontrast zeigt sich für den Vergleich des Deutschen mit der SVO-Sprache Spanisch:
```
Carlos estuvo viviendo 
1
en Madrid
 
2
en 1978.

Carlos hat 
2
1978
 
1
in Madrid
 gelebt.
```

Die Erklärung für die spiegelbildliche Reihung liegt darin, dass Positionen nach dem Verb (in SVO-Sprachen) umso näher am Verb sind, je weiter links sie sind. Während die Grammatik unterschiedliche Reihenfolgen festlegt, bleibt also die Hierarchie der Adverbiale normalerweise über verschiedene Sprachtypen hinweg dieselbe.

#### Abfolge: Adverbial + SVO
Bei Adverbialen am Satzanfang wird dieselbe Reihenfolge erwartet wie oben fürs Deutsche aufgelistet, da auch hier Adverbiale, die weiter vorne stehen, weiter außen sind. Nach Haider (2000) entsteht jedoch Variation, da hier zusätzlich Topikalisierung von Adverbialen möglich ist, das heißt, Anfangsstellung eines Adverbials kann allein dadurch motiviert sein, dass die entsprechende Angabe aus dem Kontext schon erwartet wird. Daher stehen, anders als sonst, in SVO-Sprachen in solchen Fällen oft Ortsangaben vor Zeitangaben:
```
Englisch: 
In America, after the election,
 trade began to improve.
[
44
]

Spanisch: 
En Barcelona en aquellos años difíciles de guerra
 no se podía …
[
45
]
```